# Heavy Barrel
Heavy Barrel (яп. ヘビー・バレル Hebī Bareru) — компьютерная игра в жанре Run and gun, разработанная японской компанией Data East в 1987 году. Игроку (или двум в режиме для двух игроков), который выступает в роли военного, предстоит уничтожить базу врага. Для этого ему необходимо пройти 7 уровней, в конце каждого из которых придётся сразиться с боссом. У игрока в арсенале 3 основных типа оружия и 4 дополнительных. Также в игре будут встречаться части супероружия, которым игрок может воспользоваться, если соберёт 6 частей в течение ограниченного количества времени. Игра была портирована на NES в 1990 году и на операционную систему MS-DOS в 1989 году.